# Ministère de la Famille et des Services sociaux
Le ministère de la Famille et des Politiques sociales de la république de Turquie était un ministère créé en 2005, chargé des politiques sociales et familiales.
Celui-ci a été fusionné le 10 juillet 2018  avec le ministère de la Famille, du Travail et des Services sociaux.

## Structures rattachées
Entre 2005 et 2011, il porte le nom de « ministère d'État chargé des Femmes et des Affaires familiales » et depuis 2011 de « ministère de la Famille et des Politiques sociales » puis fusionne le 9 juillet 2018 avec le ministère de la Famille, du Travail et des Services sociaux.

## Liste des ministres
- 2005-2009 : Nimet Baş
- 2009-2011 : Selma Aliye Kavaf
- 2011-2013 : Fatma Şahin
- 2013-2015 : Ayşenur İslam
- 2015 : Ayşen Gürcan
- 2015-2016 : Sema Ramazanoğlu
- 2016-2018 : Fatma Betül Sayan Kaya
- 2021-2023 : Derya Yanık
- depuis 2023 : Mahinur Özdemir